# Réserve faunique de Dunière
Pour les articles homonymes, voir Dunière.
La réserve faunique de Dunière est une réserve faunique du Québec située dans la vallée de la Matapédia au Bas-Saint-Laurent au Canada.

## Caractéristiques
La gestion de la faune sur le territoire de la réserve faunique de Dunière qui couvre une superficie de 578 km2 et qui appartient à la Société Générale de Financement est la responsabilité du ministère des Ressources naturelles et de la Faune du Québec. La Société Générale de Financement a fondé la Compagnie Gestion Forestière Lacroix afin de gérer la forêt de ce territoire.

## Toponymie
Le territoire privé que deviendra plus tard la réserve faunique de Dunière reprend le nom du canton de Dunière où elle est située depuis que celui-ci fut ainsi nommé officiellement en 1921 en l'honneur de Louis Dunière, un homme politique canadien.

## Historique
Le territoire de Dunière eut différents propriétaires. Il a d'abord appartenu à la Compagnie du chemin de fer de Québec Central. Ensuite, il eut successivement pour propriétaires Edward Lacroix, la famille d'André Lacroix, la Compagnie Internationale de Papier, la Compagnie Avenor et la Compagnie Bowater. Le territoire de la Dunière est toujours une propriété privée appartenant à la Société Générale de Financement qui a fondé la compagnie Gestion Forestière Lacroix afin de gérer l'aspect forestier. Cependant, la gestion de la faune du territoire est sous la responsibilité du ministère des Ressources naturelles et de la Faune du Québec qui, depuis 2007, a donné cette gestion à la Corporation de gestion des rivières Matapédia et Patapédia (CGRMP). De 2004 à 2007, la Société des établissements de plein air du Québec (SÉPAQ) avait la gestion de l'aspect faunique.

### Source en ligne
- Commission de toponymie du Québec